# Neobisium infernum
Neobisium infernum är en spindeldjursart som beskrevs av Beier 1938. Neobisium infernum ingår i släktet Neobisium och familjen helplåtklokrypare. Inga underarter finns listade i Catalogue of Life.